# Pothyne alorensis
Pothyne alorensis là một loài bọ cánh cứng trong họ Cerambycidae.